# Flurbrand

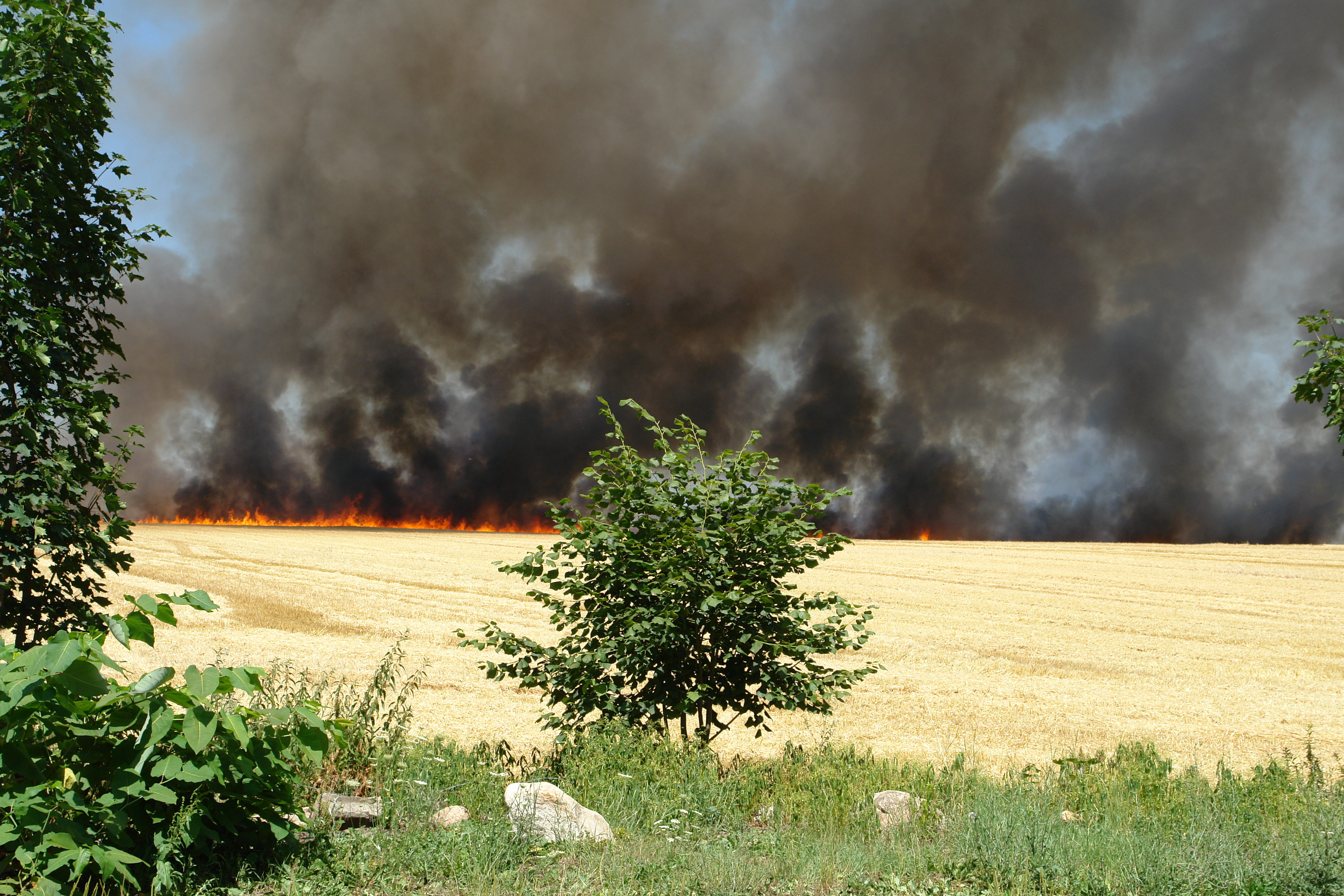
Brennendes Kornfeld

Ein Flurbrand breitet sich im Freien am Boden aus, in Abgrenzung zum Waldbrand jedoch auf offener Flur. Waldbrände und Flurbrände sind Vegetationsbrände. Sie können rasch eine große Ausdehnung annehmen und zu Flächenbränden werden.

## Ursachen
Flurbrände treten besonders bei extremer Trockenheit und hohen Lufttemperaturen auf. Häufig sind hiervon aber auch agrarwirtschaftliche Nutzflächen betroffen, die teilweise in der normalen Anbauweise sehr trocken werden, typisch etwa bei Getreide und Mais, aber auch vertrocknete Tomatenkulturen (kurz vor der Ernte), während alle krautigen Kulturen, Sträucher und Bäume nur in Dürrezeiten gefährdet sind. Als Folge der globalen Erwärmung wird ein exponentieller Anstieg extremer Flur- und Vegetationsbrände vorausgesagt.
Flurbrände können – wie alle Brände – unterschiedliche Auslöser haben, sind jedoch häufig das Ergebnis von fahrlässiger oder mutwilliger Brandstiftung, oder von Missgeschicken in der Brandrodung, etwa dem Abbrennen der unkrautbestandenen Feldraine.

## Brandtypen
Zu den Flurbränden gehören zum Beispiel:
- Grasbrand (unter Umständen Wiesenbrand oder Steppenbrand), der Brand von dürrem Grasland
- Feldbrand auf landwirtschaftlichen Anbauflächen
- Schilfbrand, der Brand von Schilfgürteln und ähnlichen Beständen
- Heidebrand, insbesondere in der nordischen Tundra
- Der alpine Latschenbrand, Buschfeuer und andere Brände in offeneren Vegetationstypen können entweder als Wald- oder als Flurbrände angesehen werden.[3]

Die Unterscheidung in Bodenbrand bzw. Lauffeuer und Totalbrand, wie sie bei Waldbränden existiert, entfällt naturgemäß bei den niederwüchsigen Vegetationsformen.
Flurbrände an Böschungen von Verkehrswegen heißen auch Böschungsbrand.
Nicht explizit zu den Flurbränden gerechnet werden Brände im Untergrund (Erdbrand). Ein Torfbrand kann jedoch aus oberflächlichen Flurbränden entstehen. Umgekehrt können etwa Kohlebrände Oberflächenbrände auslösen, wenn das Flöz nicht sehr tief verläuft.

### Grasbrand, Feldbrand und Böschungsbrand

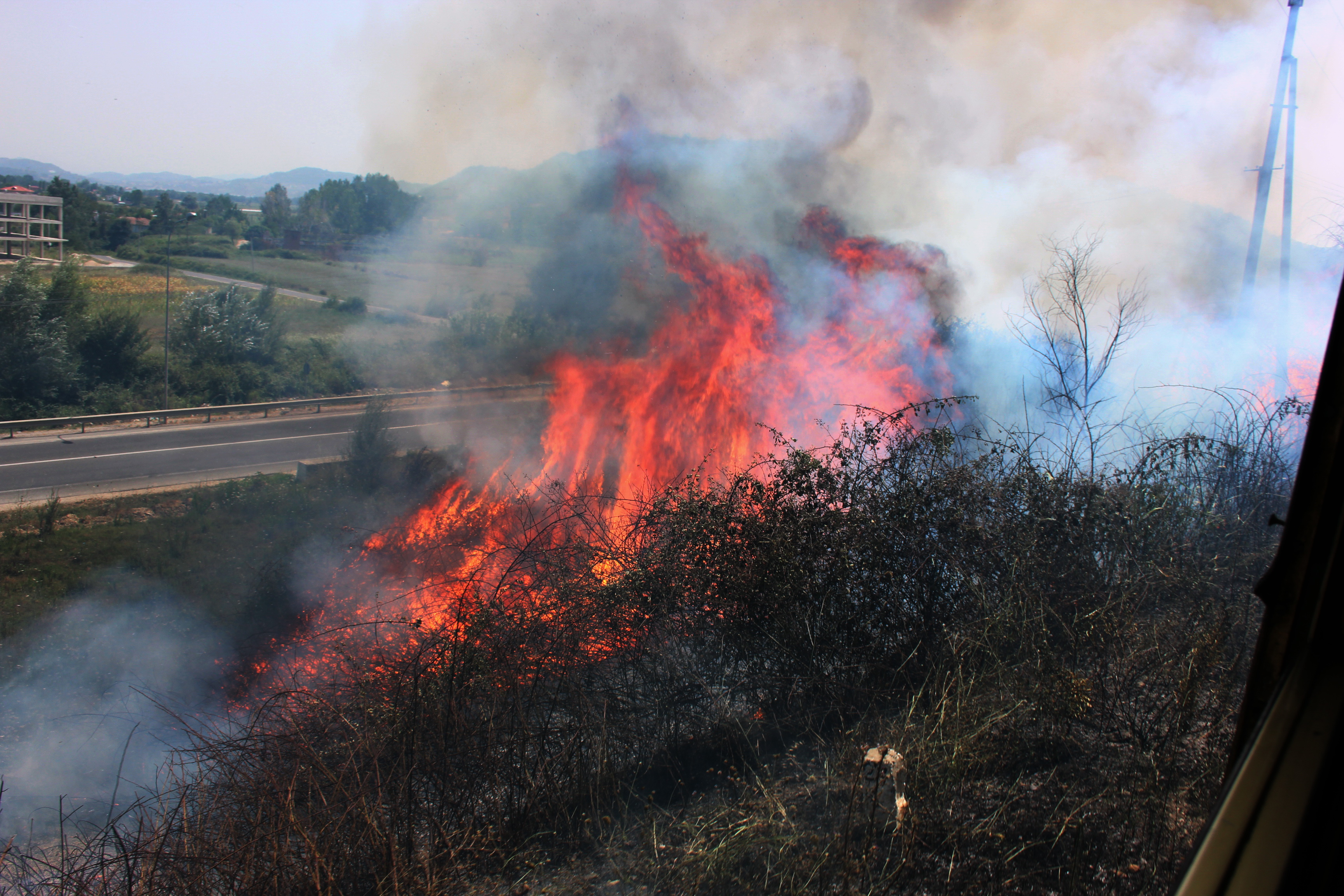
Böschungsbrand an einem Bahndamm in Albanien

Je nach Vegetation kann ein Grasbrand auch als Wiesenbrand oder Steppenbrand bezeichnet werden. Die Entsprechung auf landwirtschaftlich genutzten Anbauflächen ist der Feldbrand, zu dem es insbesondere auf Korn- und Maisfeldern kommt. Derartige Brände treten regelmäßig als Lauffeuer auf und sind aufgrund geringer Brandlast relativ leicht zu löschen. Problematisch ist jedoch die rasche Ausbreitung.
Böschungsbrände entstehen häufig entlang von Bahnstrecken (Bahndammbrand), da diese einen höheren Böschungsanteil haben als Straßen. Während Böschungsbrände entlang der Straße meist auf fahrlässigen Umgang mit Tabakwaren zurückzuführen sind (menschliche Ursachen), entstehen Böschungsbrände entlang von Eisenbahnstrecken in der Regel durch Funkenflug (technische Ursachen). Sie können insbesondere beim Bremsen von Güterzügen entstehen. Bei trockener Witterung können dadurch Gräser im Bereich der Schienenwege in Brand geraten. Ein solches Feuer kann wiederum auf Büsche und Sträucher der Umgebung übergehen.
Im Bereich der Deutschen Bahn führten im Jahr 2003 mehr als 800 Böschungsbrände zu Streckensperrungen von jeweils durchschnittlich etwa 20 Minuten. In einem Pilotversuch wurden im September 2004 an verschiedenen Strecken in Unterfranken kontrollierte Feuer zur Vorbeugung gegen Böschungsbrände abgebrannt. Bereits bis in die 1970er Jahre hinein war das kontrollierte Abbrennen von Bahnböschungen sehr verbreitet, wurde dann aber durch die Naturschutzgesetze der Länder weitgehend verboten. In den Jahren 2014 bis 2017 wurden im Bereich der Deutschen Bahn jährlich zwischen ca. 382 und ca. 483 Böschungsbrände verzeichnet.
Dampflokomotiven mit Ölfeuerung neigen weniger zum Funkenflug als Lokomotiven, die mit Kohle befeuert werden. Manche Bahnverwaltungen verbieten bei hoher Brandgefahr den Einsatz aller Dampflokomotiven. Andere Verwaltungen ordnen hinter einem Dampfzug einen Dienstzug mit Wasserwagen und Löschmannschaft an, der einen ausgelösten Böschungsbrand noch in der Entstehungsphase bekämpfen kann.

### Schilfbrand
Schilfbrand nennt man die Brände von Schilfgürteln an Gewässern, das umfasst Schilfrohre, Binsen und ähnliche Bestände, etwa Papyrus (Zypergräser). Die meisten Schilfe sind ein- bis zweijährig, sterben also (oberflächlich) regelmäßig ab, wobei oft der Totbestand noch lange stehen bleibt und Dickichte bildet. Daher neigen diese Bestände bei Trockenheit, sommers und in nördlicheren Breiten auch winters, zum Entflammen.
Sie stellen eine Bedrohung für Baulichkeiten am Ufer dar, bleiben aber sonst meist vergleichsweise ungefährlich. Kritisch ist die Auswirkung auf den Lebensraum, etwa Vogelkolonien. Andererseits stellen sie eine natürliche Verjüngung dar, die ein Verlanden des Gewässers verhindert und wichtige Nährstoffe einbringen kann. Wirtschaftlich störend sind sie in Schilfschnittflächen, wo sie die Ernte vernichten können, andererseits ist gerade dort das Abbrennen von wertlosem Altbestand auch üblich, und in gut beernteten Flächen tritt die Brandart seltener ein.
Brandtechnisch problematisch ist, dass ein Schilfbrand meist schlecht zugänglich ist und vom Wasser oder aus der Luft angegangen werden muss. Schilfbrände können auch große Ausmaße annehmen.

### Heidebrand
Unter Heidebrand (englisch Heathland fire, heather fire) versteht man den Brandtyp des offenen Heidelands. Heide ist der typische Bestand der nordischen Tundra, findet sich aber auch sonst als Sondervegetation oder im alpinen Raum oberhalb der Waldgrenze. Es handelt sich meist um Ericaceae (Heidekrautgewächse) in Mischung mit diversen Gräsern sowie Zwergweiden, -birken und anderen Krüppelformen.
Heidebrände gelten im Vergleich zu anderen Flurbränden als besonders kritisch, da diese Vegetation verbreitet auf moorig-torfigem Untergrund steht (Magervegetation). Wird der Torf vom oberflächlichen Lauffeuer angesteckt, kann ein Torfbrand mit Glutstöcken entstehen, die nahezu nicht gelöscht werden können und auch bei Feuchtigkeit stabil brennen können.
Bekannte Heidebrände:
- Wald- und Torfbrände in Russland 2010 (knapp 200.000 Hektar Wald- und Heideland)
- Brand in der Lüneburger Heide 1975 (8000 Hektar Wald-, Moor- und Heideland)

## Brandwarnsystem
Es gibt spezielle Warnsysteme für Flurbrände, meist wird die Flurbrandgefahr jedoch in die Waldbrandwarnstufen einbezogen (etwa bei Meteoalarm, dem europäischen Wetterwarnverbund). Beispiele sind:
- Grasland-Feuerindex (GLFI) des Deutschen Wetterdienstes; zurzeit getestet; Rankingsystem von 1=„keine Gefahr“ bis 5=„extreme Gefahr“[11]

## Umwelt- und Naturschutz
Außerhalb von landwirtschaftlichen Nutzflächen gehört Feuer als Umweltfaktor zu den natürlichen Gegebenheiten in Grasländern und Feuerklimaxgesellschaften wie tropischen Savannen und mediterranem Hartlaubbuschland. Diese Ökosysteme sind an periodische Feuer angepasst, die sich schnell ausbreiten und auch schnell wieder verlöschen, so dass das Wurzelwerk der standortgerechten Pflanzen kaum bis gar nicht geschädigt wird. Nicht an Feuer angepasste Pflanzenarten werden durch unregelmäßige Brände dauerhaft aus dem Lebensraum herausgehalten. Je häufiger natürliche Brände vorkommen, desto größer ist der Anteil sogenannter pyrophytischer Pflanzen- und pyrophiler Tierarten, deren Entwicklung durch Feuer gefördert wird oder unerlässlich für sie ist.
In Schutzgebieten mit großflächigem Grasland (wie Prärien in Nordamerika) wird mit absichtlich gelegten Feuern experimentiert, um die angepassten Pflanzengesellschaften zu fördern. Auch in Wäldern, deren Bodenschicht durch hochblättrige Gräser, wie das Pfeifengras überwachsen ist, kann ein schnell fortschreitendes Feuer, das nur das Gras, nicht die durch die Borke geschützten Bäume schädigt, eingesetzt werden, um das Gras zurückzudrängen und durch die Asche optimale Wuchsbedingungen für junge Bäume zu schaffen.